# Saheb Sarbib
Saheb Sarbib, nacido Jean Henri Sarbib,(1944) es un contrabajista de jazz contemporáneo francés, hijo de Roger Sarbib, un reputado pianista francés, que había sido director de una big band en Portugal en los años 1940-50, y había acompañado a figuras de la chanson, como Édith Piaf, Charles Trenet o Maurice Chevalier.

## Historial
Desde 1973 a 1977, Sarbib lideró varios grupos en Francia, acompañado de músicos como Daunik Lazro, François Jeanneau, Muhammad Ali o Mino Cinélu. Aún en Europa, colaboró con Cecil Taylor y Archie Shepp.  Después se trasladó a Nueva York, donde lideró pequeños grupos y una big band multinacional, que incluía a músicos como Roy Campbell Jr., Jack Walrath, Art Baron, Talib Kibwe, Joe Ford, Jemeel Moondoc, Richard Baratta, Paul Nebenzahl, Mark Whitecage, Dave Hofstra, Booker T. Jones, Joe Lovano, Paul Motian, Rashied Ali y Kirk Lightsey.
Saheb volvió a colaborar con el saxofonista Archie Shepp, incluido su álbum de 1984, Down Home New York, con Charles McGhee en la trompeta, Kenny Werner en el piano, y Marvin Smith a la batería.
Ha colaborado con el grupo de avant-garde portugués Telectu, incluida la primera edición del Festival de Jazz de Lisboa. En 1989 el grupo grabó "Encounters II / Labirintho 7.8" con Saheb, que fue grabado entre Nueva York y Oporto.
Sarbib desapareció de la escena musical a comienzo de los años 1990, dedicándose al comercio de obras de arte y antigüedades en Nueva York.

## Discografía como líder
- 1979: UFO! Live on Tour (Cadence Jazz Records)
- 1980: Live at the Public Theater (Cadence Jazz)
- 1981: Aisha (Cadence Jazz)
- 1981: Seasons (Soul Note)
- 1982: Jancin' at Jazzmania (Jazzmania)
- 1984: It Couldn't Happen Without You (Soul Note) con Joe Ford, Joe Lovano, Pete Chavez, Kirk Lightsey, Rashied Ali